# Magical Girl (película)
Magical Girl es el segundo largometraje escrito y dirigido por Carlos Vermut, rodado en agosto de 2013 y estrenado  el 17 de octubre de 2014. Es una película de misterio que, a través de una red de oscuros chantajes, pretende poner de manifiesto la relación del ser humano con su lado más oscuro y la violencia. Asimismo, en la película se presentan características de la cultura española conviviendo con continuas referencias al mundo asiático.

## Sinopsis
Luis (Luis Bermejo), profesor de Literatura en paro, tratará de hacer realidad el último deseo de Alicia (Lucía Pollán), su hija de 12 años, enferma de un cáncer terminal: poseer el vestido oficial de la serie de anime Magical Girl Yukiko. El elevado precio del vestido hará que Luis se adentre en una insólita y oscura cadena de chantajes que involucrarán a Damián (José Sacristán) y Bárbara (Bárbara Lennie), cambiando sus vidas para siempre.

## Reparto
| Actor/Actriz            | Personaje                 |
| ----------------------- | ------------------------- |
| José Sacristán          | Damián                    |
| Bárbara Lennie          | Bárbara                   |
| Luis Bermejo            | Luis                      |
| Israel Elejalde         | Alfredo                   |
| Lucía Pollán            | Alicia                    |
| Elisabet Gelabert       | Ada                       |
| Miquel Insua            | Oliver                    |
| Teresa Soria Ruano      | Adela                     |
| David Pareja            | Javier                    |
| Eva Llorach             | Laura                     |
| Javier Botet            | Pepo                      |
| Lorena Iglesias         | Psicóloga                 |
| Marisol Membrillo       | Marisol                   |
| Manuel Fernández Nieves | Camarero                  |
| Julio Arrojo            | Conductor                 |
| Alberto Chaves          | Tendero                   |
| Julián Génisson         | Dependiente de la joyería |
| Marina Andruix          | Bárbara de niña           |
| María Martín Cuevas     | Bebé                      |
| Raimundo de los Reyes   | Marcos niño               |
| Roser Pujol             | Doctora                   |
| Toña Medina             | Locutora radio            |
| Lourdes Verger          | Chica biquini             |
| Manuel Fernández Nieves | Camarero Bar Pepe         |
| Víctor Mendoza          | Hombre futbolero          |

## Producción
Aquí y Allí Films produce Magical Girl, siendo este el segundo largometraje de la productora. La película cuenta con un presupuesto de 500 000 €, además del patrocinio de Mercedes-Benz y de la participación de Canal+ 1.

## Localizaciones de rodaje
Carlos Vermut filmó la película en Madrid en los barrios de Carabanchel, Arganzuela, Madrid centro y, además, en la cárcel de Segovia.

## Distribución
Magical Girl fue distribuida por Avalon, una productora y distribuidora de cine independiente fundada en 1996.

## Palmarés cinematográfico
XXIX edición de los Premios Goya
| Categoría                 | Persona         | Resultado |
| ------------------------- | --------------- | --------- |
| Mejor película            | Mejor película  | Nominada  |
| Mejor director            | Carlos Vermut   | Nominado  |
| Mejor actriz protagonista | Bárbara Lennie  | Ganadora  |
| Mejor actor protagonista  | Luis Bermejo    | Nominado  |
| Mejor actor de reparto    | José Sacristán  | Nominado  |
| Mejor actor revelación    | Israel Elejalde | Nominado  |
| Mejor guion original      | Carlos Vermut   | Nominado  |

70.ª edición de las Medallas del Círculo de Escritores Cinematográficos
| Categoría              | Persona        | Resultado |
| ---------------------- | -------------- | --------- |
| Mejor director         | Carlos Vermut  | Nominado  |
| Mejor actriz           | Bárbara Lennie | Ganadora  |
| Mejor actor            | Luis Bermejo   | Nominado  |
| Mejor actor secundario | José Sacristán | Nominado  |
| Mejor guion original   | Carlos Vermut  | Nominado  |

II edición de los Premios Feroz
| Categoría                 | Persona                  | Resultado |
| ------------------------- | ------------------------ | --------- |
| Mejor película dramática  | Mejor película dramática | Nominada  |
| Mejor director            | Carlos Vermut            | Nominado  |
| Mejor actriz protagonista | Bárbara Lennie           | Ganadora  |
| Mejor actor protagonista  | Luis Bermejo             | Nominado  |
| Mejor actor de reparto    | José Sacristán           | Ganador   |
| Mejor guion               | Carlos Vermut            | Ganador   |
| Mejor tráiler             | Mejor tráiler            | Nominado  |
| Mejor cartel              | Mejor cartel             | Ganador   |

62.ª edición del Festival Internacional de Cine de San Sebastián
| Categoría                         | Persona       | Resultado |
| --------------------------------- | ------------- | --------- |
| Concha de Oro                     | Concha de Oro | Ganadora  |
| Concha de Plata al Mejor director | Carlos Vermut | Ganador   |

Otros premios
- Premio del público 2014 en el Festival de Cine de Alcalá de Henares[7]
- Aclamada por la crítica en el Festival de Cine de Sitges.